# Andy Griggs
Pour les articles homonymes, voir Griggs.
Andrew Tyler Griggs, né le 13 août 1973, est un artiste américain de musique country. Il sort trois albums pour RCA Records Nashville (You Won't Ever Be Lonely, Freedom et This I Gotta See) et un quatrième (The Good Life) pour Montage Music Group (en).

## Biographie
Andy Griggs naît  à West Monroe, en Louisiane. Son père, Darrell, meurt quand Griggs a 10 ans et son frère Mason sert de figure paternelle de la famille jusqu'à ce qu'il meure d'une crise cardiaque à 22 ans.

## Discographie

### Albums studio
| Titre                                   | Détails de l'album                                                | Meilleures positions | Meilleures positions | Certifications (sales thresholds) |
| Titre                                   | Détails de l'album                                                | Top Country Albums   | Billboard 200        | Certifications (sales thresholds) |
| --------------------------------------- | ----------------------------------------------------------------- | -------------------- | -------------------- | --------------------------------- |
| You Won't Ever Be Lonely                | - Date de sortie : 13 avril 1999 - Label : RCA Nashville          | 15                   | 73                   | - US: Gold                        |
| Freedom                                 | - Date de sortie : May 28, 2002 - Label: RCA Nashville            | 7                    | 77                   |                                   |
| This I Gotta See                        | - Release date: August 10, 2004 - Label: RCA Nashville            | 7                    | 59                   |                                   |
| The Good Life                           | - Date de sortie : 12 février 2008 - Label: Montage Music Group   | —                    | —                    |                                   |
| Naked                                   | - Date de sortie : 26 février 2013 - Label: Little Hannel Records | —                    | —                    |                                   |
| "—" denotes releases that did not chart |                                                                   |                      |                      |                                   |

### Singles
| Année                                                                    | Single                                 | Meilleures positions | Meilleures positions | Meilleures positions | Album                    |
| Année                                                                    | Single                                 | Hot Country Songs    | Billboard Hot 100    | RPM (magazine)       | Album                    |
| ------------------------------------------------------------------------ | -------------------------------------- | -------------------- | -------------------- | -------------------- | ------------------------ |
| 1998                                                                     | "You Won't Ever Be Lonely"             | 2                    | 28                   | 11                   | You Won't Ever Be Lonely |
| 1999                                                                     | "I'll Go Crazy"                        | 10                   | 65                   | 2                    | You Won't Ever Be Lonely |
| 2000                                                                     | "She's More"                           | 2                    | 37                   | 2                    | You Won't Ever Be Lonely |
| 2000                                                                     | "Waitin' on Sundown"                   | 50                   | —                    | 57                   | You Won't Ever Be Lonely |
| 2000                                                                     | "You Made Me That Way"                 | 19                   | —                    | —                    | You Won't Ever Be Lonely |
| 2001                                                                     | "How Cool Is That"                     | 22                   | —                    | —                    | Freedom                  |
| 2002                                                                     | "Tonight I Wanna Be Your Man"          | 7                    | 52                   | —                    | Freedom                  |
| 2002                                                                     | "Practice Life" (with Martina McBride) | 33                   | —                    | —                    | Freedom                  |
| 2004                                                                     | "She Thinks She Needs Me"              | 5                    | 43                   | —                    | This I Gotta See         |
| 2004                                                                     | "If Heaven"                            | 5                    | 65                   | —                    | This I Gotta See         |
| 2005                                                                     | "This I Gotta See"                     | 58                   | —                    | —                    | This I Gotta See         |
| 2007                                                                     | "Tattoo Rose"                          | 57                   | —                    | —                    | The Good Life            |
| 2007                                                                     | "What If It's Me"                      | 52                   | —                    | —                    | The Good Life            |
| 2009                                                                     | "Cutthroat, Montana"                   | —                    | —                    | —                    | NC                       |
| 2010                                                                     | "Can I Get an Amen"                    | —                    | —                    | —                    | NC                       |
| 2013                                                                     | "Don't Let Go"                         | —                    | —                    | —                    | NC                       |
| 2013                                                                     | "20 Little Angels"                     | —                    | —                    | —                    | NC                       |
| "—" denotes releases that did not chart * denotes unknown peak positions |                                        |                      |                      |                      |                          |

### Guest singles
| Année | Single                | Artiste           | Meilleures positions | Album                           |
| Année | Single                | Artiste           | Hot Country Songs    | Album                           |
| ----- | --------------------- | ----------------- | -------------------- | ------------------------------- |
| 2000  | "Grow Young with You" | Coley McCabe (en) | 50                   | Where the Heart Is (soundtrack) |

### Vidéos musicales
| Année | Video                                                                            | Directeur       |
| ----- | -------------------------------------------------------------------------------- | --------------- |
| 1999  | "You Won't Ever Be Lonely"                                                       | Brent Hedgecock |
| 1999  | "She's More"                                                                     | Brent Hedgecock |
| 2000  | "Grow Young with You" (avec Coley McCabe (en))                                   |                 |
| 2002  | "Tonight I Wanna Be Your Man"                                                    | Roger Pistole   |
| 2003  | "The Truth About Men" (avec Tracy Byrd (en), Montgomery Gentry et Blake Shelton) | Thom Oliphant   |
| 2005  | "If Heaven"                                                                      | Roman White     |